# Balsemienfamilie
De balsemienfamilie (Balsaminaceae) is een familie van tweezaadlobbige kruidachtige planten. De familie komt voor van gematigde tot tropische gebieden in Europa, Azië, Afrika (vooral Madagaskar) en Noord-Amerika.
In België en Nederland komt het geslacht springzaad (Impatiens) voor met vijf soorten, namelijk de reuzenbalsemien (Impatiens glandulifera), het groot springzaad (Impatiens noli-tangere), het klein springzaad (Impatiens parviflora), het oranje springzaad (Impatiens capensis) en het tweekleurig springzaad (Impatiens balfourii). Het geslacht dankt zijn naam aan het feit dat de planten hun zaden wegschieten.
De familie bevat nog het geslacht Hydrocera.
De balsemienfamilie werd in het Cronquist-systeem (1981) ondergebracht in de orde Geraniales. In het APG II-systeem (2003) classificatie is de familie verplaatst naar de Ericales.